# Серёгин, Юрий Алексеевич
Юрий Алексеевич Серёгин (1929—1993) — советский геофизик, лауреат Государственной премии СССР 1969 года.
Родился в Москве 29 декабря 1929 года. В 1947—1953 годах студент теплофизического факультета МЭИ, который окончил по специальности "теплофизические установки
С 1953 года работал в Центральной аэрологической обсерватории (ЦАО): инженер отдела стратосферных исследований, c 1954 по 1967 год старший инженер, главный инженер лаборатории активных воздействий.
С 1967 по1976 год заместитель начальника и начальник отдела активных воздействий ГУГМС (Главного управления гидрометслужбы).
С января 1976 года (после смерти И. И. Гайворонского) заведующий отделом активных воздействий ЦАО.
Кандидат физико-математических наук (1973). Диссертация:
- Применение грубодисперсных аэрозолей для искусственного рассеяния облаков мощной конвекции : диссертация … кандидата физико-математических наук : 01.00.00. — Долгопрудный, 1972. — 145 с. : ил.

Курировал проект по создания самолётов-метеолабораторий серии «Циклон».
Предложил метод разрушения конвективных облаков с помощью грубодисперсных порошков.
Государственная премия 1969 года (в составе авторского коллектива) — за разработку и внедрение метода и средств борьбы с градобитиями с использованием противоградовых ракет и снарядов.
Скоропостижно умер 21 сентября 1993 года.
Сочинения:
- Руководство по организации и проведению противоградовых работ / Н. Ш. Бибилашвили, И. И. Бурцев, Ю. А. Серегин. — Ленинград : Гидрометеоиздат, 1981. — 168 с. : ил.; 22 см.